# シドニー・モーニング・ヘラルド
シドニー・モーニング・ヘラルド（The Sydney Morning Herald）は豪フェアファックス・メディアの日刊紙。1831年創刊。オーストラリアで最古の新聞でもある。
2019年10月21日、政府の姿勢が報道の自由を阻害しかねないとして、オーストラリアンなど競合紙とともに一面を黒塗りにした記事を掲載した。